# ملاح الروب

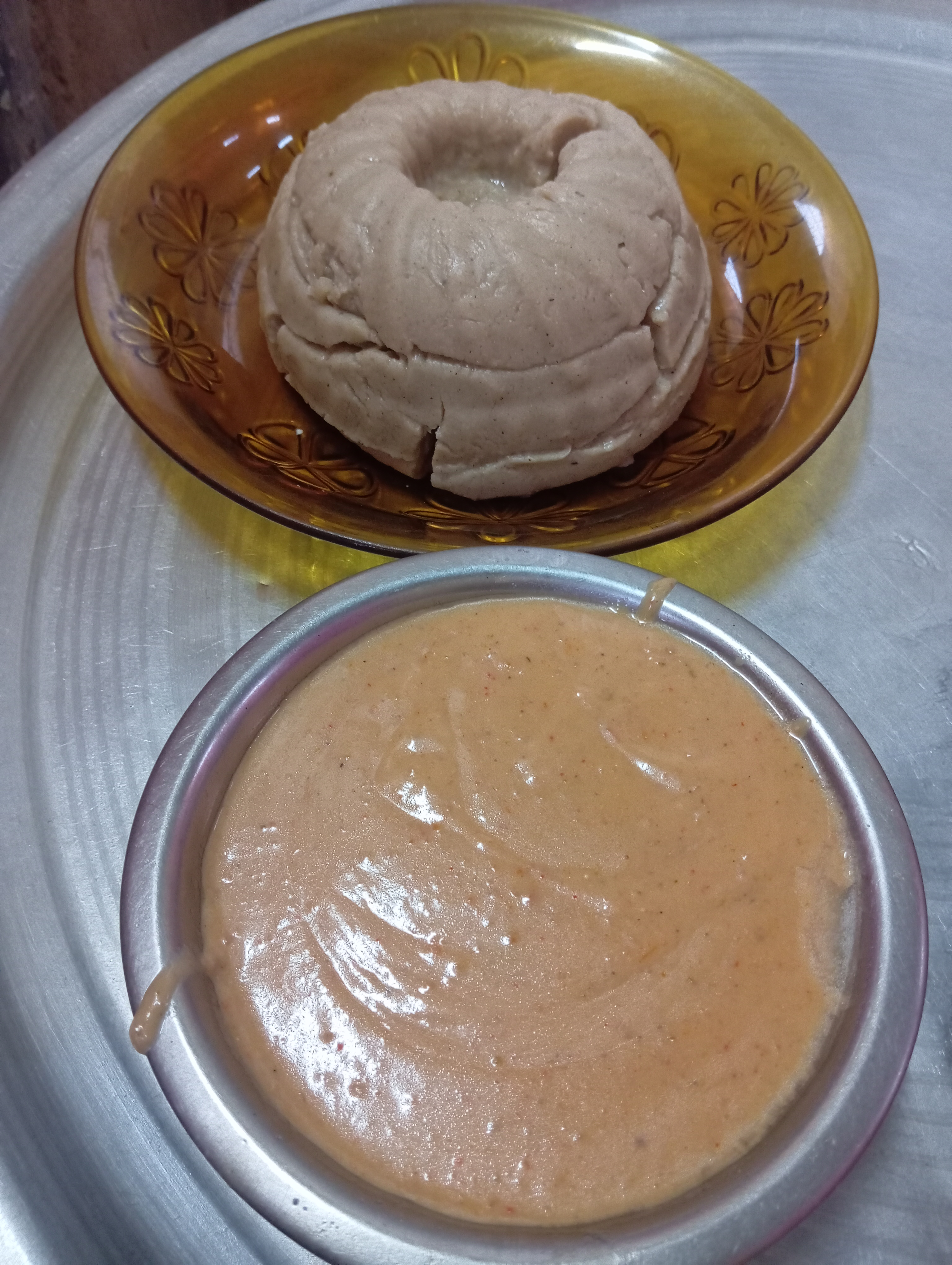
اضافة صورة

ملاح الروب هي طبخة سودانية من المطبخ السوداني.

## الأنواع
هناك نوعانِ من ملاح الروب:
- ملاح الروب الأبيض من دون معجون الطماطم
- ملاح الروب الأحمر باستخدامِ معجون الطماطم

## المكونات
- زبادي ( لبن رايب )
- بصل
- ثوم
- ملح
- فلفل
- كزبرة
- زيت
- طحين
- ماء